# Demmler-Haus

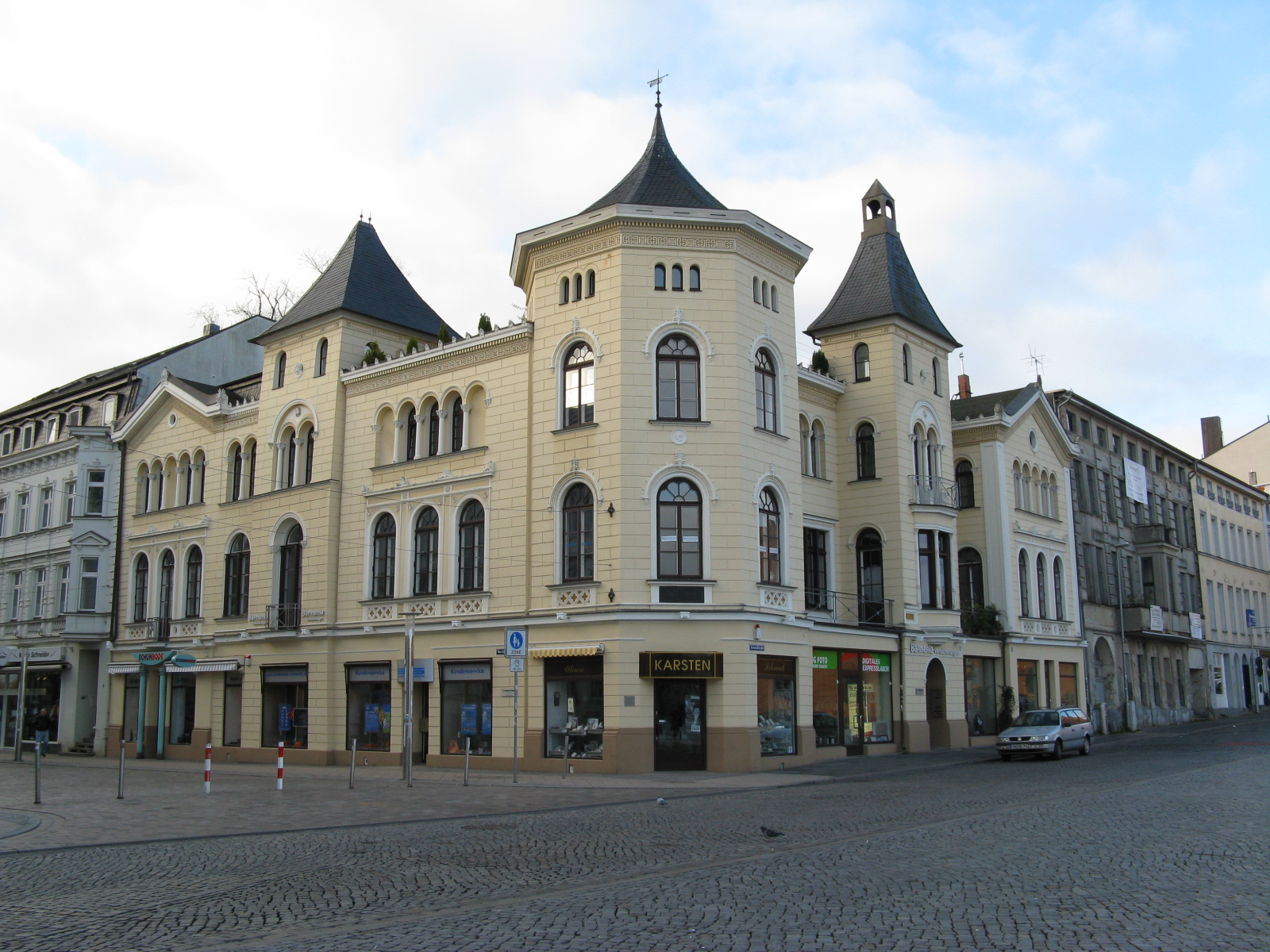
Demmler-Haus

Das Demmler-Haus in Schwerin, Stadtteil Altstadt, Arsenalstraße 10 / Ecke Mecklenburgstraße, ist ein Baudenkmal in Schwerin. In dem Gebäude befinden sich heute Geschäfte und Büros.

## Geschichte

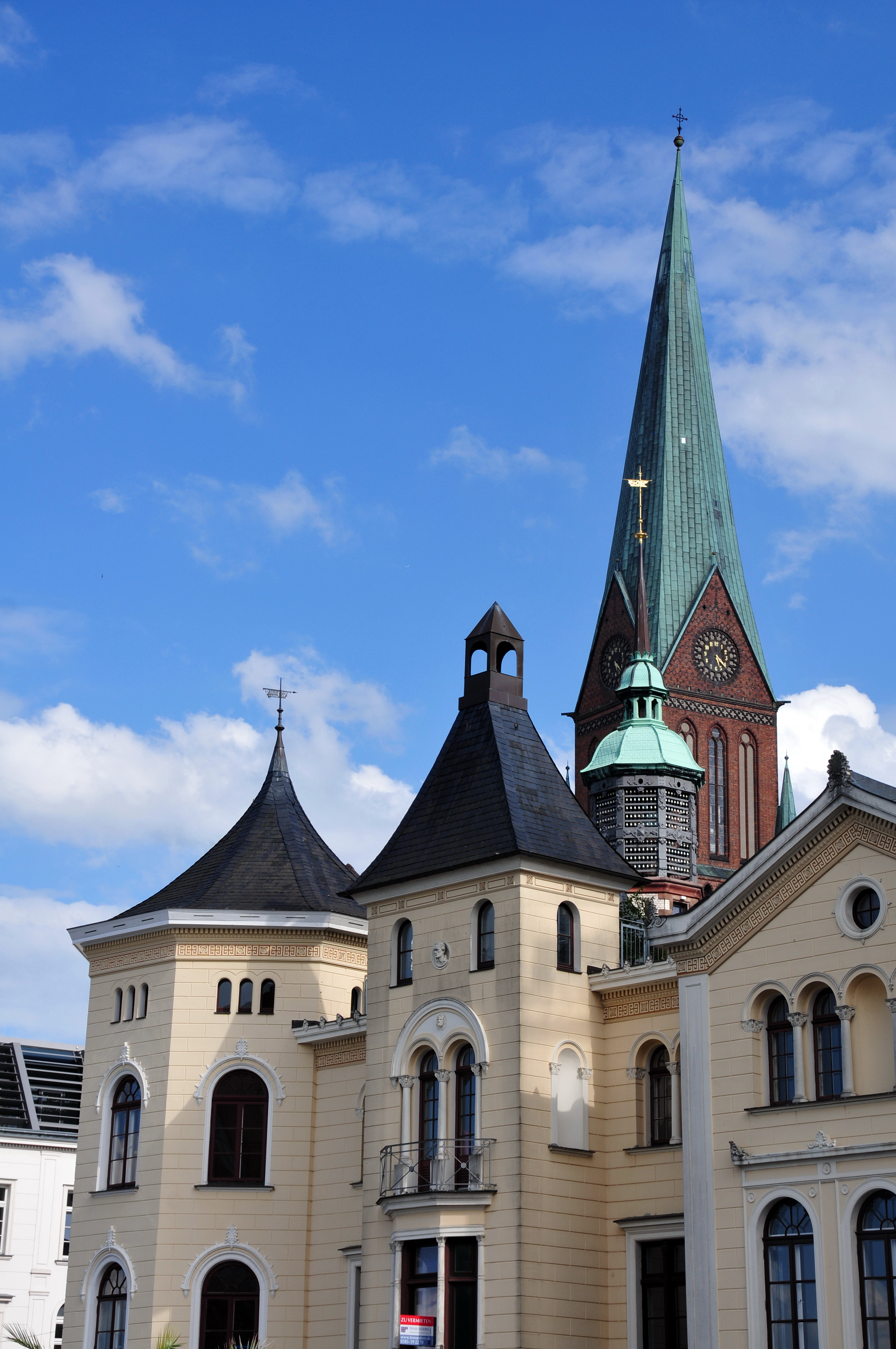
Demmler-Haus und Dom

Georg Adolf Demmler war im 19. Jahrhundert der bedeutendste Architekt und Stadtplaner von Schwerin.
1832 Baumeister, 1835 Landesbaumeister und Hofbaumeister sowie 1841 Hofbaurat und Schlossbaumeister entwarf er die meisten Pläne für den herrschaftlichen Ausbau von Schwerin.
Bis 1843 baute er für sich in zentraler Lage am Pfaffenteich als Wohnung und Büro das dreigeschossige verputzte historisierende und romantisierende Haus im Tudorstil mit einem achteckigen viergeschossigen wuchtigen Ecktürmchen, den zwei viergeschossigen rechteckigen Türmchen mit mittelalterlichen Zeltdächern, eines davon mit einer Laterne, zwei seitliche klassizistische Giebelrisalite und mit den differenzierten Rundbogenfenstern.
Im Erdgeschoss wurden für die Läden zahlreiche Umbauten vorgenommen. Heute (2020) befindet sich hier u. a. der Kundenservice der Stadtwerke Schwerin (SWS).
Der exzentrische und wohlhabende Demmler war aber auch seit 1826 Freimaurer, seit 1845 Mitglied im Schweriner Bürgerausschuss und Befürworter der Errungenschaften der 1848er Revolution (was 1851 zur Entlassung als Hofbaumeister führte), im Exil von 1851 bis 1857, seit 1867 in der Friedens- und Freiheitsliga für die Vereinigten Staaten von Europa, seit 1873 für die Sozialdemokraten und seit 1876 sozialdemokratischer Reichstagsabgeordneter.
Das Bauwerk ist seit 2024 als Teil des Residenzensembles Schwerin UNESCO-Welterbe.